# Montreux Volley Masters de 2019
O Montreux Volley Masters de 2019 foi a trigésima quarta edição deste torneio, cujas partidas aconteceram no Pierrier Sports Hall, na cidade de Montreux, Suíça, entre o período de 13 a 18 de maio de 2019, conta com a participação de oito seleções. 
A Polônia sagrou-se campeã do torneio ao bater a Japão na final, a seleção da Itália conquistou a medalha de bronze.

## Seleções participantes
As seguintes seleções participam desta edição:
| - Alemanha - China - Itália - Japão | - Polônia - Suíça - Tailândia - Turquia |

## Grupo A
|     |          |     | Jogos | Jogos | Jogos | Resultados | Resultados | Resultados | Resultados | Resultados | Resultados | Sets | Sets | Sets  | Pontos | Pontos | Pontos |
| Pos | Equipe   | Pts | T     | V     | D     | 3–0        | 3–1        | 3–2        | 2–3        | 1–3        | 0–3        | V    | P    | R     | V      | P      | R      |
| --- | -------- | --- | ----- | ----- | ----- | ---------- | ---------- | ---------- | ---------- | ---------- | ---------- | ---- | ---- | ----- | ------ | ------ | ------ |
| 1   | Polônia  | 6   | 3     | 2     | 1     | 0          | 2          | 0          | 0          | 1          | 0          | 7    | 5    | 1.400 | 280    | 254    | 1.102  |
| 2   | Japão    | 6   | 3     | 2     | 1     | 0          | 2          | 0          | 0          | 1          | 0          | 7    | 5    | 1.400 | 276    | 274    | 1.007  |
| 3   | China    | 5   | 3     | 2     | 1     | 0          | 1          | 1          | 0          | 1          | 0          | 7    | 6    | 1.167 | 301    | 273    | 1.103  |
| 4   | Alemanha | 1   | 3     | 0     | 3     | 0          | 0          | 0          | 1          | 2          | 0          | 4    | 9    | 0.444 | 254    | 310    | 0.819  |

Resultados
Todos os jogos no horário da Suíça.
| Data   | Hora  |          | Placar |          | Set 1 | Set 2 | Set 3 | Set 4 | Set 5 | Total  | Relatório |
| ------ | ----- | -------- | ------ | -------- | ----- | ----- | ----- | ----- | ----- | ------ | --------- |
| 13 mai | 18:45 | Japão    | 3–1    | China    | 25–20 | 17–25 | 27–25 | 25–21 |       | 94–91  | 94–91     |
| 14 mai | 16:30 | Alemanha | 2–3    | China    | 21–25 | 9–25  | 26–24 | 25–22 | 9–15  | 90–111 | 90–111    |
| 14 mai | 21:15 | Polônia  | 3–1    | Japão    | 25–15 | 19–25 | 25–21 | 25–19 |       | 94–80  | 94–80     |
| 15 mai | 16:30 | China    | 3–1    | Polônia  | 22–25 | 25–17 | 25–22 | 27–25 |       | 99–89  | 99–89     |
| 15 mai | 21:15 | Japão    | 3–1    | Alemanha | 25–19 | 23–25 | 25–18 | 29–27 |       | 102–89 | 102–89    |
| 16 mai | 18:45 | Alemanha | 1–3    | Polônia  | 14–25 | 25–22 | 18–25 | 18–25 |       | 75–97  | 75–97     |

## Grupo B
|     |           |     | Jogos | Jogos | Jogos | Resultados | Resultados | Resultados | Resultados | Resultados | Resultados | Sets | Sets | Sets  | Pontos | Pontos | Pontos |
| Pos | Equipe    | Pts | T     | V     | D     | 3–0        | 3–1        | 3–2        | 2–3        | 1–3        | 0–3        | V    | P    | R     | V      | P      | R      |
| --- | --------- | --- | ----- | ----- | ----- | ---------- | ---------- | ---------- | ---------- | ---------- | ---------- | ---- | ---- | ----- | ------ | ------ | ------ |
| 1   | Itália    | 6   | 3     | 2     | 1     | 0          | 2          | 0          | 0          | 1          | 0          | 7    | 5    | 1.400 | 269    | 252    | 1.067  |
| 2   | Tailândia | 6   | 3     | 2     | 1     | 0          | 2          | 0          | 0          | 1          | 0          | 7    | 5    | 1.400 | 271    | 258    | 1.050  |
| 3   | Turquia   | 6   | 3     | 2     | 1     | 0          | 2          | 0          | 0          | 1          | 0          | 7    | 5    | 1.400 | 285    | 278    | 1.025  |
| 4   | Suíça     | 0   | 3     | 0     | 3     | 0          | 0          | 0          | 0          | 3          | 0          | 3    | 9    | 0.333 | 242    | 279    | 0.867  |

Resultados
Todos os jogos no horário da Suíça.
| Data   | Hora  |              | Placar |              | Set 1 | Set 2 | Set 3 | Set 4 | Set 5 | Total  | Relatório |
| ------ | ----- | ------------ | ------ | ------------ | ----- | ----- | ----- | ----- | ----- | ------ | --------- |
| 13 mai | 16:30 | Suíça        | 1–3    | ' Turquia'   | 20–25 | 24–26 | 25–21 | 20–25 |       | 89–97  | 89–97     |
| 13 mai | 21:15 | 'Tailândia ' | 3–1    | Itália       | 25–20 | 25–14 | 16–25 | 25–19 |       | 91–78  | 91–78     |
| 14 mai | 18:45 | Suíça        | 1–3    | ' Tailândia' | 24–26 | 19–25 | 25–15 | 14–25 |       | 82–91  | 82–91     |
| 15 mai | 18:45 | 'Itália '    | 3–1    | Turquia      | 25–27 | 25–20 | 25–20 | 25–23 |       | 100–90 | 100–90    |
| 16 mai | 16:30 | 'Itália '    | 3–1    | Suíça        | 25–17 | 25–16 | 16–25 | 25–13 |       | 91–71  | 91–71     |
| 16 mai | 21:15 | 'Turquia '   | 3–1    | Tailândia    | 22–25 | 25–19 | 25–21 | 26–24 |       | 98–89  | 98–89     |

## Decisão do 5º e 7º lugar
| Data   | Hora  |             | Placar |            | Set 1 | Set 2 | Set 3 | Set 4 | Set 5 | Total | Relatório |
| ------ | ----- | ----------- | ------ | ---------- | ----- | ----- | ----- | ----- | ----- | ----- | --------- |
| 17 mai | 16:30 | 'Alemanha ' | 3–1    | Suíça      | 21–25 | 25–19 | 25–15 | 25–17 |       | 96–76 | 96–76     |
| 18 mai | 12:30 | China       | 1–3    | ' Turquia' | 18–25 | 25–16 | 23–25 | 18–25 |       | 84–91 | 84–91     |

## Finais
|  | Semifinais                    | Semifinais                    |   |                               | Final                         | Final |  |
|  |                               |                               |   |                               |                               |       |  |
|  | 17 maio de 2019 - 18ː45 - PSH |                               |   |                               |                               |       |  |
|  | Polônia                       | 3                             |   |                               |                               |       |  |
|  | Tailândia                     | 0                             |   |                               |                               |       |  |
|  |                               |                               |   |                               |                               |       |  |
|  |                               |                               |   |                               | 18 maio de 2019 - 17ː15 - PSH |       |  |
|  |                               |                               |   |                               | Polônia                       | 3     |  |
|  |                               | Japão                         | 1 |                               |                               |       |  |
|  |                               |                               |   |                               |                               |       |  |
|  |                               |                               |   |                               |                               |       |  |
|  |                               |                               |   |                               | 3° lugar                      |       |  |
|  | 17 maio de 2019 - 21ː15 - PSH | 17 maio de 2019 - 21ː15 - PSH |   | 18 maio de 2019 - 14ː45 - PSH | 18 maio de 2019 - 14ː45 - PSH |       |  |
|  | Itália                        | 0                             |   | Tailândia                     | 0                             |       |  |
|  | Japão                         | 3                             |   |                               | Itália                        | 3     |  |

### Semifinal
| Data   | Hora  |            | Placar |           | Set 1 | Set 2 | Set 3 | Set 4 | Set 5 | Total | Relatório |
| ------ | ----- | ---------- | ------ | --------- | ----- | ----- | ----- | ----- | ----- | ----- | --------- |
| 17 mai | 18:45 | 'Polônia ' | 3–0    | Tailândia | 25–18 | 25–9  | 25–23 |       |       | 75–50 | 75–50     |
| 17 mai | 21:15 | Itália     | 0–3    | ' Japão'  | 21–25 | 14–25 | 16–25 |       |       | 51–75 | 51–75     |

### Terceiro lugar
| Data   | Hora  |           | Placar |           | Set 1 | Set 2 | Set 3 | Set 4 | Set 5 | Total | Relatório |
| ------ | ----- | --------- | ------ | --------- | ----- | ----- | ----- | ----- | ----- | ----- | --------- |
| 18 mai | 14:45 | Tailândia | 0–3    | ' Itália' | 20–25 | 18–25 | 14–25 |       |       | 52–75 | 52–75     |

### Final
| Data   | Hora  |            | Placar |       | Set 1 | Set 2 | Set 3 | Set 4 | Set 5 | Total | Relatório |
| ------ | ----- | ---------- | ------ | ----- | ----- | ----- | ----- | ----- | ----- | ----- | --------- |
| 18 mai | 17:15 | 'Polônia ' | 3–1    | Japão | 25–15 | 22–25 | 25–17 | 26–24 |       | 98–81 | 98–81     |

## Classificação final
| # | Equipe    |
| - | --------- |
|   | Polônia   |
|   | Japão     |
|   | Itália    |
| 4 | Tailândia |
| 5 | Turquia   |
| 6 | China     |
| 7 | Alemanha  |
| 8 | Suíça     |

## Premiações individuais
As jogadoras que se destacaram individualmente foramː
| MVP (Most Valuable Player) | Malwina Smarzek      |
| Oposto                     | Malwina Smarzek      |
| 1ª ponteira                | Yurie Nabeya         |
| 2ª ponteira                | Martyna Grajber      |
| 1ª central                 | Agnieszka Kąkolewska |
| 2ª central                 | Sarah Luisa Fahrr    |
| Levantadora                | Nanami Seki          |
| Líbero                     | Mako Kobata          |